# 나카노 히로시
나카노 히로시(일본어: 中野 洋司, 1983년 10월 23일 ~ )는 일본의 전 축구 선수이다.

## 구단 경력
과거 알비렉스 니가타, 요코하마 FC, 도치기 SC에서 활동하였다.